# グリーンランディアン
| 累代        | 代     | 紀       | 世     | 期                   | 基底年代 Mya |
| ----------- | ------ | -------- | ------ | -------------------- | ------------ |
| 顕生代      | 新生代 | 第四紀   | 完新世 | メガラヤン           | 0.0042       |
| 顕生代      | 新生代 | 第四紀   | 完新世 | ノースグリッピアン   | 0.0082       |
| 顕生代      | 新生代 | 第四紀   | 完新世 | グリーンランディアン | 0.0117       |
| 顕生代      | 新生代 | 第四紀   | 更新世 | 後期更新世           | 0.129        |
| 顕生代      | 新生代 | 第四紀   | 更新世 | チバニアン           | 0.774        |
| 顕生代      | 新生代 | 第四紀   | 更新世 | カラブリアン         | 1.8          |
| 顕生代      | 新生代 | 第四紀   | 更新世 | ジェラシアン         | 2.58         |
| 顕生代      | 新生代 | 新第三紀 | 鮮新世 | ピアセンジアン       | 3.6          |
| 顕生代      | 新生代 | 新第三紀 | 鮮新世 | ザンクリアン         | 5.333        |
| 顕生代      | 新生代 | 新第三紀 | 中新世 | メッシニアン         | 7.246        |
| 顕生代      | 新生代 | 新第三紀 | 中新世 | トートニアン         | 11.63        |
| 顕生代      | 新生代 | 新第三紀 | 中新世 | サーラバリアン       | 13.82        |
| 顕生代      | 新生代 | 新第三紀 | 中新世 | ランギアン           | 15.97        |
| 顕生代      | 新生代 | 新第三紀 | 中新世 | バーディガリアン     | 20.44        |
| 顕生代      | 新生代 | 新第三紀 | 中新世 | アキタニアン         | 23.03        |
| 顕生代      | 新生代 | 古第三紀 | 漸新世 | チャッティアン       | 27.82        |
| 顕生代      | 新生代 | 古第三紀 | 漸新世 | ルペリアン           | 33.9         |
| 顕生代      | 新生代 | 古第三紀 | 始新世 | プリアボニアン       | 37.8         |
| 顕生代      | 新生代 | 古第三紀 | 始新世 | バートニアン         | 41.2         |
| 顕生代      | 新生代 | 古第三紀 | 始新世 | ルテシアン           | 47.8         |
| 顕生代      | 新生代 | 古第三紀 | 始新世 | ヤプレシアン         | 56           |
| 顕生代      | 新生代 | 古第三紀 | 暁新世 | サネティアン         | 59.2         |
| 顕生代      | 新生代 | 古第三紀 | 暁新世 | セランディアン       | 61.6         |
| 顕生代      | 新生代 | 古第三紀 | 暁新世 | ダニアン             | 66           |
| 顕生代      | 中生代 | 中生代   | 中生代 |                      | 251.902      |
| 顕生代      | 古生代 | 古生代   | 古生代 |                      | 541          |
| 原生代      | 原生代 | 原生代   | 原生代 |                      | 2500         |
| 太古代      | 太古代 | 太古代   | 太古代 |                      | 4000         |
| 冥王代      | 冥王代 | 冥王代   | 冥王代 |                      | 4600         |
| 1. 2. 3. 4. |        |          |        |                      |              |

グリーンランディアン (英語: Greenlandian) は、11,700年前（b2k）から8,236年前（b2k）までにあたる、新生代第四紀完新世の地質時代の一つ。前期完新世（ぜんきかんしんせい、Early Holocene）という亜世としても知られる。
それに対応する層序単元グリーンランディアン階 (the Greenlandian Stage)は第四系完新統の最下層で、下部完新統（かぶかんしんとう、Lower Holocene Subseries）とも呼ばれる。

## 定義

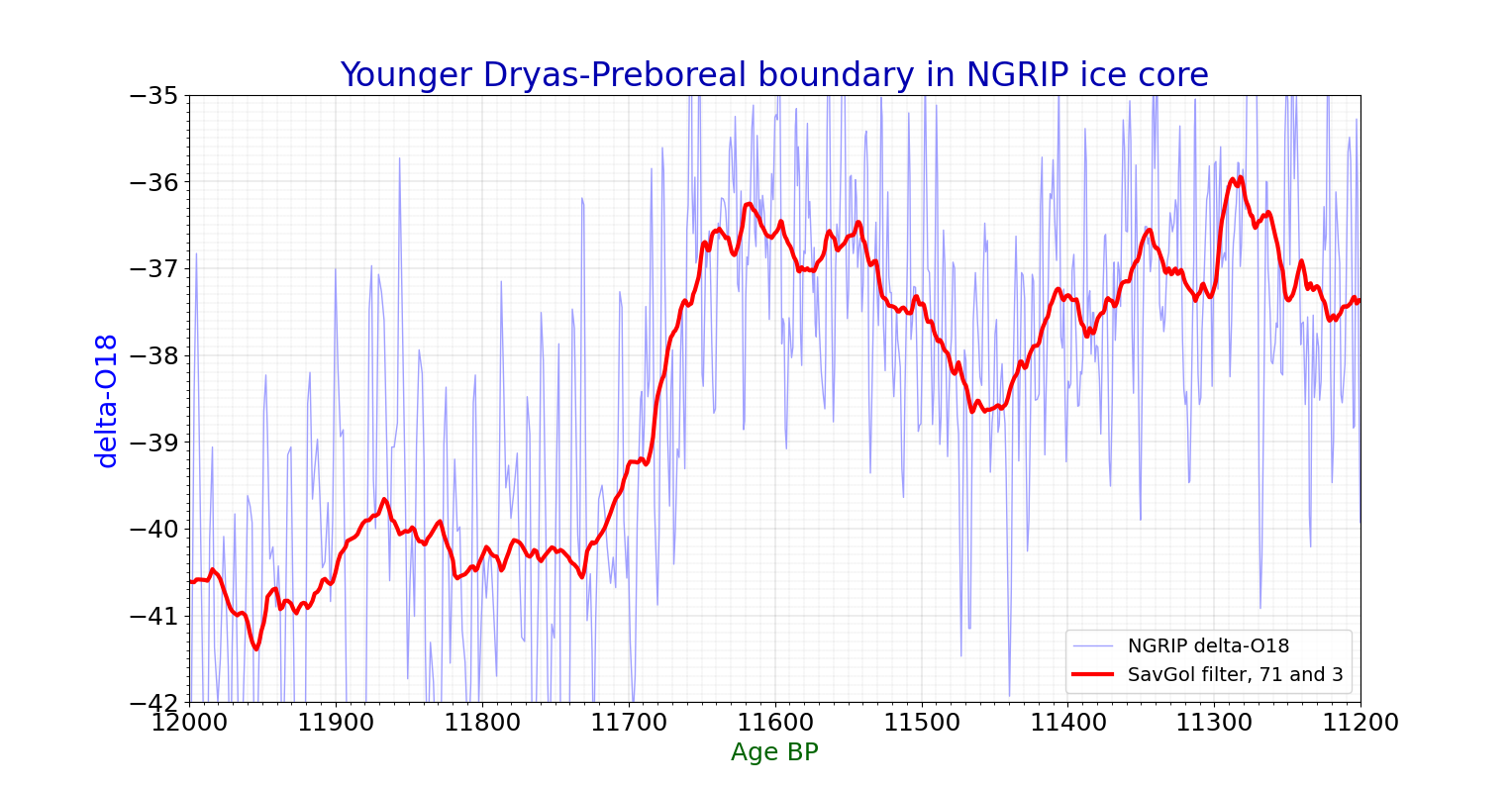
NGRIP2コアから得られたδ^{18}Oのデータ（縦軸）。横軸は年（BP）で11,700年前がグリーンランディアン階下底である。この部分で顕著な変曲点を示す。

グリーンランディアン階下底の国際標準模式層断面及び地点 (GSSP) はデンマーク領グリーンランド中央部の氷床において北グリーンランド・アイスコア計画 (North Greenland Ice Core Project)によって採取されたNGRIP2（North GRIP2）コア (北緯75度06分00秒 西経42度19分12秒 / 北緯75.1000度 西経42.3200度、深さ1492.45 m（メートル）)である。この境界ははじめ2008年に完新統の下底として国際層序委員会 (International Commission on Stratigraphy, ICS)で批准された。その後2018年7月に完新統の残りの階であるメガラヤン階およびノースグリッピアン階とともにグリーンランディアン階の下底として国際層序委員会で批准された。
ヤンガードリアス期 (Younger Dryas) と Greenland Stadial 期の境界付近で、最初に気候が改善されるところであり、この現象が最もよく観察されるのがNGRIP2氷床コアであった。NGRIPコアでは、重水素含有率変化、酸素同位体の変化 (δ18O)、塵の混入率変化、年縞幅変化が同調して認められる。他の境界模式と異なるのは、普通海成層中を境界模式とするのに対し、このGSSPは岩相が「ppb単位の塵を含む氷」であり、アプローチも容易でない点である。しかし、このグリーンランディアン階の下底（11,734年前）はGrímsvötn 火山から噴出したSaksunarvatn Tephra（10,428年前）とKatla 火山から噴出したVedde Ash（12,252年前）の間にあり、他地域との対比がしやすいという強力な利点がある。また、δ18Oの値もかなり顕著な変化を示し、対比に有効である。この時期の海成層は堆積速度や連続性、マーカーなどに関して様々な問題があり、陸水である湖沼の堆積層でも花粉化石などによる研究はされているが、放射性炭素年代における技術的な問題があり、絶対年代における定義が難しかった。